# 유의 확률

양쪽 꼬리 유의 확률의 정의

오른쪽 꼬리 유의 확률의 정의

통계적 가설 검정에서 유의 확률(有意 確率, 영어: significance probability, asymptotic significance) 또는 p-값(영어: p-value, probability value)은 귀무가설이 맞다고 가정할 때 얻은 결과보다 극단적인 결과가 실제로 관측될 확률이다. 실험의 유의확률은 실험의 표본 공간에서 정의되는 확률변수로서, 0~1 사이의 값을 가진다.
p-값(p-value)은 귀무 가설(null hypothesis)이 맞다는 전제 하에, 표본에서 실제로 관측된 통계치와 '같거나 더 극단적인' 통계치가 관측될 확률이다. 여기서 말하는 확률은 '빈도주의' (frequentist) 확률이다.
p-값(p-value)는 관찰된 데이터가 귀무가설과 양립하는 정도를 0에서 1 사이의 수치로 표현한 것이다. p-value가 작을수록 그 정도가 약하다고 보며, 특정 값 (대개 0.05나 0.01 등) 보다 작을 경우 귀무가설을 기각하는 것이 관례이나 여기에는 여러 가지 문제들이 있다. 이러한 문제들로부터 일단의 과학자들은 유의확률(P값)을 0.05의 관례에서 0.005로 높일것을 권고하는 개선안의 실시를 촉구한 바 있다. 이러한 재정의에 따른 교정의 효과는 기존의 0.05~0.005의 P값을 '제안적 증거'(suggestive evidence)로 표현하고 0.005 이하의 P값에서 '유의'(significant)하다는 표현을 사용할 것으로 권고하고 있다. 한편 과학계는 기존 논문의 유의성을 제고하기 위한 또다른 방안으로 가설의 재실현성을 언급한 바 있다.

## 정의
주어진 표본의 유의 확률은 귀무가설을 가정하였을 때 표본 이상으로 극단적인 결과를 얻을 확률이다. 여기서 "더 극단적"이라는 것은 정의에 따라 다르다. 예를 들어, 정규분포의 경우, 귀무가설을 가정한 실수 확률변수 {\displaystyle X\colon \mathbb {P} \to \mathbb {R} }와 표본 {\displaystyle x\in \mathbb {R} }에 대하여
왼쪽 꼬리 유의 확률(영어: left-tail p-value)
{\displaystyle p_{\text{L}}(x)=\Pr(X\leq x)}
및 오른쪽 꼬리 유의 확률(영어: right-tail p-value)
{\displaystyle p_{\text{R}}(x)=\Pr(X\geq x)}
및 양쪽 꼬리 유의 확률(영어: double-tail p-value)
{\displaystyle p_{\text{D}}(x)=\Pr(x\geq X\lor 2\operatorname {E} (X)-x<X)}
를 정의할 수 있다.
만약 확률 변수가 단순한 실수가 아니라면, 더 복잡한 "극단성"을 정의하여야 한다. 예를 들어, 표본이 노름공간에 있는 경우, 노름함수 {\displaystyle \Vert \cdot \Vert }를 사용하여 표본 {\displaystyle \mathbf {x} }의 유의 확률을
{\displaystyle p(\mathbf {x} )=\Pr(\Vert \mathbf {x} \Vert \geq \Vert \mathbf {X} \Vert )}
로 정의할 수 있다.

## 같이 보기
- 통계적 유의성
- 통계적 가설 검정
- 귀무가설
- 대립가설
- 유의 수준(significance level)
- 임계 값(critical value, threshold value)
- t값
- p-해킹
- 기본 및 응용 사회 심리학